# Henri Ier de Reuss-Schleiz (1639-1692)
Henri Ier de Reuss-Schleiz (en allemand Heinrich I zu Reuß Schleiz) est né à Schleiz (comté de Reuss-Schleiz) le 26 mars 1639, et il meurt à Köstritz le 18 mars 1692. Il est un noble allemand, fils du comte Henri III de Reuss-Schleiz (1603-1640) et de Julienne-Élisabeth de Salm-Neufviller (1602-1653).

## Mariage et descendance
Le 9 février 1662 il se marie à Vienne avec Esther de Hardegg (1634-1676), fille de Jules II de Hardegg Glatz Marchlande (1594-1684) et de Jeanne Suzanne de Hardegg (1600-1639). De ce mariage naissent :
- Maria Catherine, née et morte en 1663
- Madeleine Julienne (1664-1665).
- Eve Marie (1666-1667).
- Émilie-Agnès de Reuss-Schleiz (1667-1729), mariée avec Balthasar Erdmann de Promnitz-Pless puis avec Frédéric de Saxe-Weissenfels-Dahme (1673-1715).
- Henri XI (1669-1726), marié en premières noces avec Jeanne Dorothée de Tattenbach-Geilsdorf (1675-1714) et après avec Augusta Dorothée de Hohenlohe (1678-1740).
- Henri XII, né et mort en 1670
- Sophie Madeleine, née et morte en 1671
- Suzanne Marie (1673-1675).

Le 22 octobre 1677 il se remarie à Ratisbonne, avec Maximilienne de Hardegg (1644-1678), fille de Philippe de Hardegg et d'Eve Marie de Sinzendorf, avec il a un fils, Henri XIX né et mort en 1678
Et le 16 mai 1680 il se remarie enfin à Asch (Bohèmia), avec Anne Élisabeth de Sinzendorf (1659-1683), fille de Rodolphe Ier de Sinzendorf (1636-1677) et d'Eve Suzanne Sinzendorf-Pottendorf (1636-1709). Ce troisième mariage a trois enfants :
- Henri XXIV de Reuss-Kostritz (1681-1748), marié avec Emma-Éléonore de Promnitz-Dittersbach (1688-1776).
- Eve Élisabeth (1682-1683).
- Eve, née et morte en 1683